# Eddy Bosnar
Eddy Bosnar, född 29 april 1980, är en australisk fotbollsspelare.
I april 1999 blev han uttagen i Australiens trupp till U20-världsmästerskapet 1999.